# 야마구치 캇페이
야마구치 캇페이(山口 勝平, 1965년 5월 23일~ )는 일본의 남성 배우 및 성우이다. 후쿠오카현 후쿠오카시 출신으로 오공 대표, 극단21세기FOX 소속이다. 본명은 야마구치 미쓰오(山口 光雄)이다.
대표역은 《란마 1/2》의 사오토메 란마, 《이누야샤》의 이누야샤, 《명탐정 코난》의 구도 신이치, 괴도키드 《원피스》의 우솝, 《마녀 배달부 키키》의 톰보, 《데스노트》의 L, 《아이실드21》의 라이몬 타로 등이다.

## 출연 작품
※굵은 글씨는 주역, 메인 캐릭터

### TV 애니메이션
1983년
- 캡틴 츠바사 (프란츠 셰스터)

1989년
- 란마 1/2 (사오토메 란마)
- 대쉬 욘쿠로 (마에토(마해설))

1990년
- 신비한 바다의 나디아 (하마하마)
- 귀신동자 젠키 (봉인 된 젠키)
- 치비 마루코쨩 (오오노 켄이치)
- 사무라이 피자 캣츠 (얏타로)

1991년
- 천하무적 묵찌빠 (주사위맨)
- 피구왕 통키 (미우라 츠토무(서태지))

1992년
- 도쿄 바빌론 (스메라기 스바루)
- 엄마는 4학년 (하나다 히데오)
- 내일로 프리킥 (토토)
- 아빠는 요리사 (우메다 요시오)
- 금발의 제니 (토머스)
- 유유백서 (진)

1993년
- 요술소녀 (노다 유야(김영채))
- 정글의 왕자 타짱 (쇼)
- 미래영웅 아이언리거 (키와미 쥬로타(타오))

1994년
- 기동무투전 G 건담 (사이 사이시)
- 캡틴 츠바사 J (이시자키 료우)
- 레드 바론 (쿠레나이 켄)

1995년
- 애천사전설 웨딩피치 (아마노 타쿠로)
- 사랑은 정말 (야마구치 츠토무)
- 공상과학세계 걸리버 보이 (걸리버 투스카니)
- 보노보노 (너부리(아라이구마))
- 천공전사 젠키 (젠키(봉인된 모습))

1996년
- 명탐정 코난 (쿠도 신이치), (괴도 키드/쿠로바 카이토)
- 우주여행사 야트 (카나비)
- 게게게의 키타로 4기 (달걀귀신)
- 용자지령 다그온 (우츠미 라이(라이))
- 아기와 나 (에노키 타쿠야(윤진))
- 초자 라이딘 (카일 문)
- B'tX (카밀라)

1997년
- 닥터 슬럼프 (돈베에(여우))
- 닌자펭귄 땡글이 (타누타로(너구하나))
- 포켓몬스터 (토오루)

1998년
- 카우보이 비밥 (린트)
- 아키하바라 전뇌조 (하얀 왕자)
- 마법의 스테이지 팬시라라 (요시다 타로)
- 세이버 마리오넷 J to X (시라세 아카이시)
- 동글동글 문어빵맨 (블루)
- 돌격! 빳빠라대 (마텔)
- DT 에이트론 (유우야)
- 구슬동자 (미도리봉(그린봉))
- 4차원 탐정 똘비 (나루가미 쿄이치로)

1999년
- 원피스 (우솝/저격왕, 눈썹)
- 신풍괴도 잔느 (노인 클로드, 시카이도 히지리)
- 에덴즈 보위 (요룬)
- 베터맨 (아오노 케타)

2000년
- 이누야샤 (이누야샤)
- 그라비테이션 (사쿠마 류이치)

2001년
- 하우스 오브 마우스 (맥스 구프)
- 진 샤프트 (쟝 게도우)
- 기동천사 엔젤릭 레이어 (미사키 료)
- 탑블레이드 (마이클 소어즈)
- 시스터 프린세스 (야마다 타로)

2002년
- 건 프론티어 (토치로)
- 십이국기 (로쿠타/엔키, 경국 동관장)
- 미래전사 오공 (고쿠)
- 페콜라 (바샤트)
- 하나다 소년사 (타와라자키 하루히코(선우춘석))
- 우리집 (후지노(김한돌))
- 리제르 마인 (이와키 토모노리)
- 바이스 크로이츠 그리엔 (이즈미 세나)

2003년
- 파푸와 (챠피)
- 피스메이커 쿠로가네 (나가쿠라 신파치)
- 마우스 (무온 소라타)
- 우주소년 아톰 2003 (안톤)

2004년
- 케로로 중사 (토로로 신병)
- 유희왕 GX (다이토쿠지)
- DearS (오이카와 히코로)
- 선생님의 시간 (스에타케 켄타)

2005년
- 아이실드21 (라이몬 타로)
- 파라다이스 키스 (야마구치 츠토무)

2006년
- DEATH NOTE (L(엘))
- 두 사람은 프리큐어 Splash Star (프라피)
- 키바 (휴)

2007년
- 블루드래곤 (안드로포프)

2008년
- 스티치! 새로운 모험 (키지무나)
- 블루드래곤 : 천계의 7룡 (안드로포프)

2009년
- 판도라 하츠 (체셔 고양이)
- 스티치!〜장난꾸러기 에일리언의 대모험〜 (키지무나)

2010년
- 디지몬 크로스워즈 (에카키몬)

### OVA
- 애천사전설 웨딩피치 DX (아마노 타쿠로)
- 1+2=파라다이스시리즈 (야마모토 유우스케)
- 십이국기시리즈 (로쿠타)
- 동경 BABYLON (스메라기 스바루)
- 명탐정 코난 (쿠도 신이치), (괴도 키드/쿠로바카이토)
- 자이언트 로보 (쿠사마 다이사쿠)
- 나의 지구를 지켜줘 (카사마 하루히코)
- 파이어 엠블렘 (줄리안)
- 절애 (시부야 카츠미)
- 나이틴 (쿠사노 히로아키)
- 팔견전 (이누카와 소스케)
- 로도스도 전기 (에토)
- 창룡전 (류도 아마루)
- 슬로우 스텝 (아키바 슈우)
- 자이언트 로보 : 지구가 정지하는 날 (쿠사마 다이사쿠(구선호))
- 성전 (용왕 나가)
- 콕핏 (우츠노미야 일등병)
- 총몽 (유고)
- 팔견전 신장 (이누카와 소스케)
- 우리는 우주의 탐광부 (난부 우시와카)
- 플라스틱 리틀 (니콜)
- 비져너리 1 (우지타)
- 섀도우 스킬 (로우 엔크리)
- 보마 헌터 라임 (버스)
- 브론즈 (시부야 카츠미)
- 정글로 가자 (타쿠마)
- 성소녀함대 버진프리트 (타쿠)
- 러브 다이어리 (야마다 타쿠)
- SPACE PIRATE CAPTAIN HERLOCK (오오야마 토치로)
- 네토란몬 더 무비 (BB 런너)
- 우주교향시 메텔 은하철도 999 외전 (토치로)

### 극장판 애니메이션
- 구피 무비 (맥스 구프)
- 익스트림리 구피 무비(맥스 구프)
- 미키의 크리스마스 선물(맥스 구프)
- 이누야샤 시리즈 (이누야샤)
  - 시대를 초월한 마음 (2001)
  - 거울 속의 몽환성 (2002)
  - 천하패도의 검 (2003)
  - 홍련의 봉래도 (2004)
- 명탐정 코난 시리즈 (쿠도 신이치), (괴도 키드/쿠로바 카이토)
  - 명탐정 코난 극장판 1기 - 시한장치의 마천루 (1997)
  - 명탐정 코난 극장판 2기 - 14번째 표적 (1998)
  - 명탐정 코난 극장판 3기 - 세기말의 마술사 (1999)
  - 명탐정 코난 극장판 4기 - 눈동자 속의 암살자 (2000)
  - 명탐정 코난 극장판 5기 - 천국으로의 카운트다운 (2001)
  - 명탐정 코난 극장판 6기 - 베이커가의 망령 (2002)
  - 명탐정 코난 극장판 7기 - 미궁의 십자로 (2003)
  - 명탐정 코난 극장판 8기 - 은빛 날개의 마술사 (2004)
  - 명탐정 코난 극장판 9기 - 수평선상의 음모 (2005)
  - 명탐정 코난 극장판 10기 - 탐정들의 진혼가 (2006)
  - 명탐정 코난 극장판 11기 - 감벽의 관 (2007)
  - 명탐정 코난 극장판 12기 - 전율의 악보 (2008)
  - 명탐정 코난 극장판 13기 - 칠흑의 추적자 (2009)
  - 명탐정 코난 극장판 14기 - 천공의 난파선 (2010)
  - 명탐정 코난 극장판 15기 - 침묵의 15분 (2011)
  - 명탐정 코난 극장판 16기 - 11번째 스트라이커 (2012)
  - 명탐정 코난 극장판 17기 - 절해의 탐정
  - 명탐정 코난 에피소드 “원” 작아진 명탐정 (2016)

. 명탐정 코난 극장판 18기 이차원의 저격수
. 명탐정 코난 극장판 19기 화염의 해바라기
. 명탐정 코난 극장판 20기 순흑의 악몽
. 명탐정 코난 극장판 21기 진홍의 연가
. 명탐정 코난 극장판 22기 제로의 집행인
- - 명탐정 코난: 감청의 권 (2019)
  - 명탐정 코난 : 비색의 탄환2020
  - 명탐정 코난: 감청의 권 (2019)
  - 명탐정 코난: 비색의 부재증명 (2021)
  - 명탐정 코난: 할로윈의 신부 (2022)
  - 명탐정 코난: 흑철의 어영 (2023)
  - 명탐정 코난: 100만 달러의 오릉성 (2024)
- 아루스란 전기 (아루스란)
- 마녀 배달부 키키 (톰보)
- ONE PIECE 시리즈 (우솝/저격왕)
  - ONE PIECE
  - ONE PIECE 태엽섬의 모험
  - ONE PIECE 진기한 동물섬의 쵸파왕국
  - ONE PIECE 꿈의 축구왕!
  - ONE PIECE THE MOVIE 데드엔드의 모험
  - ONE PIECE 저주받은 성검
  - ONE PIECE THE MOVIE 오마츠리 남작과 비밀의 섬
  - ONE PIECE THE MOVIE 기계태엽 성의 메카거병
  - ONE PIECE 에피소드 오브 알라바스타 사막의 왕녀와 해적들
  - ONE PIECE 에피소드 오브 쵸파 플러스 겨울에 피는 기적의 벚꽃
  - 원피스 필름 골드
  - 극장판 원피스 스탬피드
  - 원피스 필름 레드
  - 원피스: 로맨스 던 (바룬)
- 극장판 동물의 숲 (부엉)
- 고 녀석 맛나겠다 (하트)
- 바람의 이름은 아무네지아 (죠니)
- 김전일 소년의 사건부 첫 번째 극장판 (긴다이치 하지메(김전일))
- 로토의 문장 (키라)
- 바람의 검심 -유신지사에의 진혼가- (무사시노 야스하루)
- 파름의 나무 (로아르트)
- 데드 리브즈 (레트로)

### 게임
1994년
- 트윈비 대전 퍼즐 다마 (라이트)

1995년
- 트윈비 야호! 이상한 나라에서 망나니!! (라이트)

1998년
- 트윈비 RPG (라이트)

1997년
- 천외마경 제4의 묵시록 (에이스)
- 브레스 오브 파이어III (류(성인))
- 랑그릿사II (헤인)
- 그란디아 (랩)

2000년
- 브레스 오브 파이어IV 변치 않는 자 (류)

2001년
- Apocripha/0 (베릴)

2002년
- 두근두근 메모리얼 Girl's Side (히비야 와타루)
- 브레스 오브 파이어V 드래곤 쿼터 (류)

2004년
- 테일즈 오브 리버스 (티트레이 크로우)

2005년
- Angel's Feather (하무라 쇼)
- Angel's Feather 흑의 잔영·호박의 눈동자 (하무라 쇼)
- 야도희참귀행 (츠루기 미로쿠)

2006년
- 배틀 스타디움 D.O.N (우솝)

2007년
- 두근두근 메모리얼 Girl's Side 1st Love (히비야 와타루)
- 알트네이코2 세계에 퍼지는 소녀들의 창조시 (밧츠 트루리워스)
- Aster (사쿠라바 코우타)

2008년
- 페르소나4 (쿠마)

2010년
- 탄환논파 희망의 학교와 절망의 고교생 (초고교급 동인작가 야마다 히후미)

2017년
- 슈퍼로봇대전V (토비아 아로낙스)

2018년
- 꿈왕국과 잠자는 100명의 왕자님 (헬트)

2019년
- 메이플스토리 (호영)[1]

### 드라마CD
- 디어♥보컬리스트(일본어판) (팬더사장)

### 외국 애니메이션
- 루니툰 (벅스 버니)
- 바람돌이 소닉 (소닉)
- 사우스 파크 (카일 브로플로프스키)